# Juniperus angosturana
Juniperus angosturana ist eine Pflanzenart aus der Familie der Zypressengewächse (Cupressaceae). Sie ist in den Gebirgen Ost-Mexikos heimisch.

## Beschreibung
Juniperus angosturana wächst als immergrüner Strauch oder kleiner Baum, der Wuchshöhen von 3 bis 8 (selten bis 10) Meter und Brusthöhendurchmesser von bis zu 50 Zentimeter erreichen kann. Der Stamm verzweigt oft bald. Die braune Stammborke löst sich in viereckigen Platten ab. Die dicken, gewundenen Äste gehen aufsteigend bis aufrecht vom Stamm ab und bilden eine unregelmäßig geformte Krone. Die glatte Borke der Äste verfärbt sich mit zunehmendem Alter von hellbraun zu grau. Sie blättert an jungen Ästen in kleinen Stücken ab und ist an älteren Ästen rissig bis mosaikartig.
Die locker stehenden äußeren Zweige sind 4 bis 20 Millimeter lang und 1 bis 1,3 Millimeter dick. Deren Beblätterung mit schuppenartigen Blättern ist auf die vier bis fünf letzten Verzweigungen beschränkt. Es werden sowohl kreuzgegenständige und länglich-rautenförmige sowie einander überlappende schuppenförmige Blätter als auch herablaufende nadelförmige, in wechselständigen Wirteln zu dritt stehende Blätter gebildet. Sie 1 bis 1,5 Millimeter lang und rund 0,7 Millimeter breit. Sie stehen kreuzgegenständig oder wechselseitig in dreizähligen Wirteln an den Zweigen. Die oberen Nadelränder sind fein gesägt und hyalin. Die sichtbaren, eingesenkten Drüsen sind selten. Sie sind bei den nadelförmigen Blättern auf 0,5 bis 3 Millimeter vergrößert.
Juniperus angosturana ist zweihäusig  getrenntgeschlechtig (diözisch). Die zahlreichen, beerenförmigen Zapfen werden mit einer Länge von 4 bis 6 Millimeter und einer Dicke von 3 bis 5 Millimeter endständig an sehr kurzen Seitenästen gebildet. Anfangs sind die Zapfen grün gefärbt und verfärben sich zur Reife hin innerhalb eines Jahres purpur-blau bereift. Im ausgetrockneten Zustand sind sie braun gefärbt. Jeder Zapfen trägt ein bis zwei hellbraune Samen. Sie sind bei einer Länge von 3 bis 5 Millimeter und einer Breite von 2,5 bis 4 Millimeter eiförmig bis annähernd kugelig geformt. Sie sind leicht gerillt, am Ende spitz zulaufend und besitzen an der Basis einen Nabel (Hilum). Der Pollenflug erfolgt von Dezember bis Jänner.

## Verbreitung und Standort
Das natürliche Verbreitungsgebiet von Juniperus angosturana liegt in der Sierra Madre Oriental in Mexiko. Dort kommt die Art in den Bundesstaaten Coahuila, Hidalgo, Nuevo León, Nordost-Querétaro, San Luis Potosí und Tamaulipas vor.
Juniperus angosturana gedeiht in Höhenlagen von 1050 bis 2800 Meter. Die Art wächst in offenem Buschland sowie in Wäldern, an steinigen Hängen und entlang von Flüssen. Sie bildet unter anderem Mischbestände mit Juniperus flaccida, der Mexikanischen Pinyon-Kiefer (Pinus cembroides) und mit der Montezuma-Kiefer (Pinus montezumae).

## Systematik
Die Erstbeschreibung als Juniperus angosturana erfolgte 1994 durch Robert Phillip Adams in Biochemical Systematics and Ecology, Band 22, Nummer 7, Seite 704. Ein Synonym für Juniperus angosturana R.P. Adams ist Juniperus monosperma var. gracilis Martínez.

## Gefährdung und Schutz
Juniperus angosturana wird in der Roten Liste der IUCN als „nicht gefährdet“ geführt. Es wird jedoch darauf hingewiesen, dass eine neuerliche Überprüfung der Gefährdung notwendig ist. Die Beschränkung auf das kleine Verbreitungsgebiet kann in der Zukunft zu einer Gefährdung führen.